# Ejdrup Sogn
Ejdrup Sogn er et sogn i Aalborg Vestre Provsti (Aalborg Vestre Provsti).
I 1800-tallet var Ejdrup Sogn anneks til Blære Sogn. Begge sogne hørte til Års Herred i Aalborg Amt. Blære-Ejdrup sognekommune blev ved kommunalreformen i 1970 delt: Blære og lidt af Ejdrup blev indlemmet i Aars Kommune, der ved strukturreformen i 2007 indgik i Vesthimmerlands Kommune, og resten af Ejdrup blev indlemmet i Nibe Kommune, der i 2007 indgik i Aalborg Kommune.
I Ejdrup Sogn findes Ejdrup Kirke.
I sognet findes følgende autoriserede stednavne:
- Dyrhøj (areal)
- Ejdrup (bebyggelse, ejerlav)
- Ejdrup Hede (bebyggelse)
- Halkær Skov (areal)
- Langager Høje (areal)
- Skørbæk (bebyggelse, ejerlav)
- Skørbæk Hedehuse (bebyggelse)
- Skørbæk Mark (bebyggelse)
- Trælborgvad (bebyggelse)